# Gnombülbül
Der Gnombülbül (Phyllastrephus debilis, Syn.: Phyllastrephus rabai; Xenocichla debilis) ist eine Vogelart aus der Familie der Bülbüls (Pycnonotidae).
Die Art wurde als konspezifisch mit dem Usambarabülbül (Phyllastrephus albigula) angesehen.

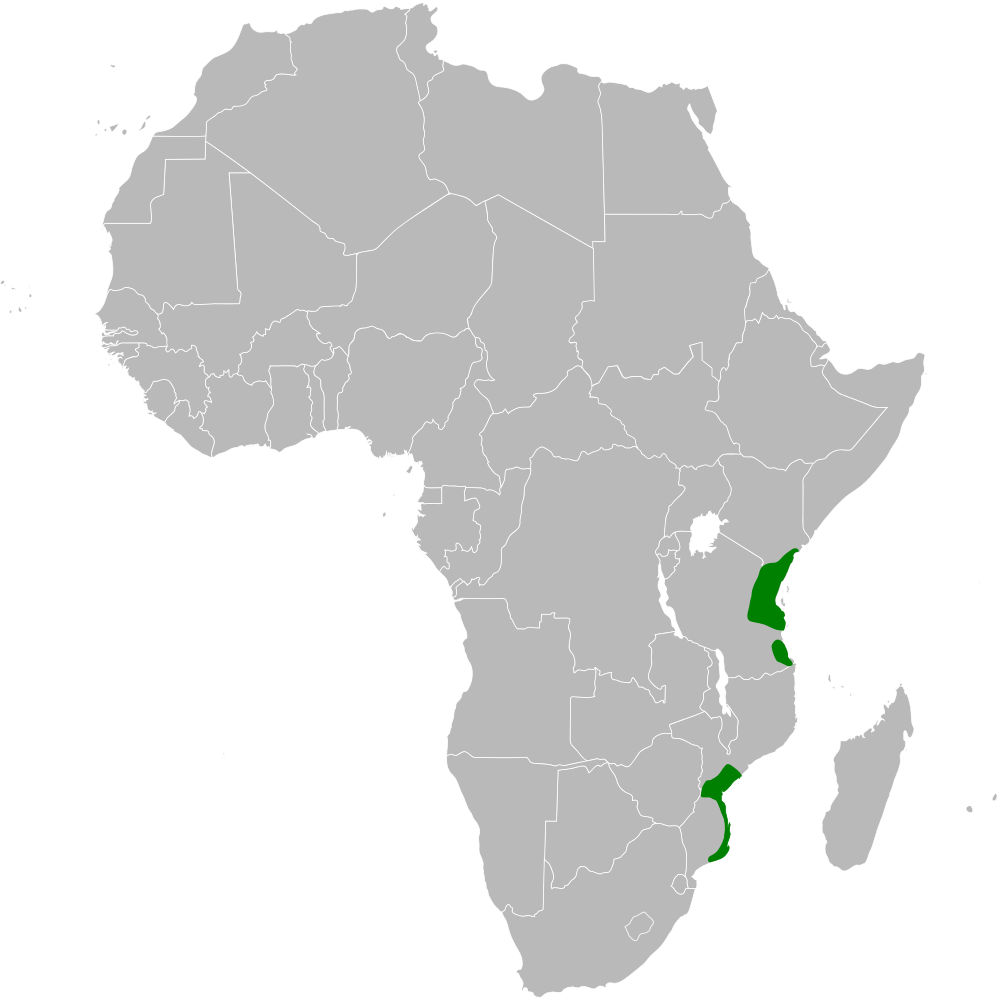
Vorkommen des Gnombülbüls

Der Vogel kommt in Ostafrika vor in Kenia, Mosambik, Simbabwe und Tansania.
Der Lebensraum umfasst tropischen oder subtropischen Tieflandwald, Bauminseln, dichtes Küstengestrüpp, Galeriewald, meist jedoch nicht in Brachystegia von Meereshöhe bis 1550 m Höhe.
Der Artzusatz kommt von lateinisch debilis ‚schwach‘.
Dieser Vogel ist ein Standvogel.

## Merkmale
Die Art ist 12–14 cm groß, das Männchen wiegt 13–17, das Weibchen 12–15 g in der Nominatform. Das ist der kleinste Bülbül und erinnert an Grasmücken. Als einziger Bülbül hat er keinen Haken am Schnabel. Scheitel und Kopfseiten sind grau mit einem Hauch von Oliv, deutlich abgesetzt gegen das grünliche Gefieder am Rücken, an den olivgrünen Flügeln und dem etwas brauneren Schwanz. Zügel und Ohrdecken sind etwas heller grau als der Scheitel und angedeutet blasser gestrichelt. Die Kehle ist weiß mit unterschiedlich ausgeprägter gelber Strichelung, die Unterseite ist blass gräulich bis gräulich-weiß, über der Brust und an den Flanken grauer mit einzelner blassgelber Strichelung. Die Unterschwanzdecken sind hell gelb-olivfarben. Die Augen sind blass cremeweiß oder gelblich. Der Schnabel ist grau oder blaugrau, am Unterschnabel und der Schneidkante blasser, die Beine sind schwarz oder grau. Die Geschlechter unterscheiden sich nicht, das Weibchen ist im Mittel etwas kleiner. Jungvögel sind am Scheitel grüner ähnlich wie der Rücken.
Der Usambarabülbül (Phyllastrephus albigula) ist etwas größer und olivfarben an Scheitel und Nacken.

## Geografische Variation
Es werden folgende Unterarten anerkannt:
- P. d. rabai E. J. O. Hartert & Van Someren, 1921 – Südostkenia und Nordosttansania, grauer und nicht grüner Scheitel, helleres Gelb an der Unterseite.
- P. d. debilis (Sclater, 1899), Nominatform – Südosttansaia bis Ostsimbabwe und Südmosambik

## Stimme
Die Lautäußerungen werden als lautes, tiefes nasales und rhythmisches „na‘na‘nya-na“, als „chicidididididi“, „nnyeh nnyeh“ oder „chitchitchit, chit-nya-nya-nya“ beschrieben.

## Lebensweise
Die Nahrung besteht hauptsächlich aus Insekten, die meist paarweise oder in kleinen Gruppen, gern auch in gemischten Jagdgemeinschaften gesucht werden im Unterwuchs und in unterer und mittlerer Baumhöhe, meist unterhalb von 4 m. Der Vogel flattert mit den Flügeln bei der Nahrungssuche.
Die Brutzeit liegt wohl zwischen Dezember und Mai. Die Art ist monogam und ortsständig. Das Nest ist gerne asymmetrisch länger entlang des stützenden Zweiges, etwa 6–7 cm im Durchmesser und 4–8 cm tief, es hängt 1 bis 2 m über dem Boden. Das Gelege besteht aus 2 blass blauen Eiern mit braunen und grauen Flecken.

## Gefährdungssituation
Der Bestand gilt als „nicht gefährdet“ (Least Concern).